# Зрекино
Зре́кино (фин. Riekkinä) — деревня в Гостилицком сельском поселении Ломоносовского района Ленинградской области.

## История
Впервые упоминается в Писцовой книге Водской пятины 1500 года как деревня Зреикино в Покровском Дятелинском погосте Копорского уезда.
Затем как пустошь Srikina Ödhe в Дятелинском погосте в шведских «Писцовых книгах Ижорской земли» 1618—1623 годов.
Упомянута как деревня Трекино на карте Ингерманландии А. Ростовцева 1727 года.
На карте Санкт-Петербургской губернии Ф. Ф. Шуберта 1834 года она обозначена как деревня Зрекино.

ЗРЕКИНО — деревня принадлежит полковнику Потёмкину, число жителей по ревизии: 37 м. п., 54 ж. п. (1838 год)

В пояснительном тексте к этнографической карте Санкт-Петербургской губернии П. И. Кёппена 1849 года она записана как деревня Riekkina (Зрекино) и указано количество её жителей на 1848 год: савакотов — 44 м. п., 53 ж. п., всего 97 человек, эвремейсов — 14 м. п., 24 ж. п., всего 38 человек. В деревне работали две бумажных фабрики.
Согласно карте профессора С. С. Куторги 1852 года деревня называлась Зрекина.

ЗРЕКИНО — деревня тайного советника Потёмкина, по просёлочной дороге, число дворов — 17, число душ — 41 м. п. (1856 год)

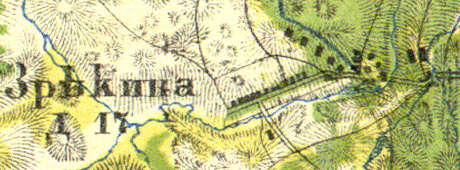
Деревня Зрекино на карте 1860 года

Согласно «Топографической карте частей Санкт-Петербургской и Выборгской губерний» в 1860 году деревня называлась Зрекина и состояла из 17 крестьянских дворов.

ЗРЕКИНО — деревня владельческая при реке Лизенке, число дворов — 21, число жителей: 53 м. п., 57 ж. п. (1862 год)

В конце XIX веке деревня административно относилась к Гостилицкой волости 2-го стана Петергофского уезда Санкт-Петербургской губернии, в начале XX века — 3-го стана. По приходским данным население деревни было исключительно финским.
К 1913 году количество дворов в деревне не изменилось.
С 1917 по 1922 год деревня Зрекино входила в состав Варваровского сельсовета Гостилицкой волости Петергофского уезда.
С 1922 года в составе Гостилицкого сельсовета.
С 1923 года в составе Троцкого уезда.
Согласно данным переписи населения СССР 1926 года в деревне Зрекино проживали 156 человек — большинство финны, а также русские и эстонцы.
С 1927 года в составе Ораниенбаумского района.
В 1928 году население деревни Зрекино также составляло 156 человек.
По данным 1933 года деревня Зрекино входила в состав Гостилицкого сельсовета Ораниенбаумского района.

План деревни Зрекино. 1939 год

Согласно топографической карте 1939 года деревня насчитывала 31 крестьянский двор.
С 1 августа 1941 года по 31 декабря 1943 года деревня находилась в оккупации. После войны не восстанавливалась.
По данным 1966 года деревня Зрекино в составе Ленинградской области не значилась.
По данным 1973 и 1990 годов деревня Зрекино вновь входила в состав Гостилицкого сельсовета.
В 1997 году в деревне Зрекино Гостилицкой волости проживали 11 человек, в 2002 году — 9 человек (русские — 89 %), в 2007 году — 4.

## География
Деревня расположена в центральной части района на автодороге А120 (Санкт-Петербургское южное полукольцо), к западу от административного центра поселения, деревни Гостилицы.
Расстояние до административного центра поселения — 4 км.
Через деревню протекает река Лизина.

## Демография
| 1862 | 2002 | 2007 | 2010 | 2017 |
| ---- | ---- | ---- | ---- | ---- |
| 110  | ↘9   | ↘4   | ↗42  | ↘8   |